# De beproevingen van Job
De beproevingen van Job is een schilderij van de Zuid-Nederlandse schilder Jan Mandijn in het Musée de la Chartreuse (Dowaai).

## Voorstelling
Het stelt de Bijbelse figuur Job voor. Volgens het boek Job verloor hij alles wat hij bezat inclusief zijn gezondheid. De duivel zag vervolgens zijn kans en probeerde hem van het rechte pad te krijgen, maar Job bleef trouw aan God. Op het schilderij is te zien hoe Job, berooid en zonder kleding, bespot wordt door zijn vrouw links, en door een groep muzikanten, rechts. Op de achtergrond vernielt een aantal monsters zijn bezittingen.

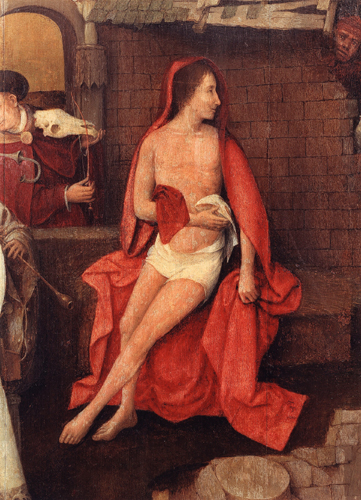
Job-drieluik, detail.

Het werk is nauw verwant aan het Job-drieluik uit de school van Jheronimus Bosch. De houding van Job en het motief van de muzikanten is hiervan overgenomen. Ook de monsters doen denken aan het werk van Bosch. De manier van schilderen is echter ver van die van Bosch verwijderd.

## Toeschrijving
Het werk werd vroeger aan Jheronimus Bosch toegeschreven. Tegenwoordig wordt het werk door de meeste auteurs aan Jan Mandijn toegeschreven.

## Herkomst
Het werk is afkomstig uit het Couvent des Trinitaires in Dowaai. Tijdens de Franse Revolutie werd het in beslag genomen door de Franse staat. Wat er daarna met het werk gebeurde, is onduidelijk. Het werd door het Musée de la Chartreuse gekocht tijdens de verkoping van de verzameling van een zekere Bigaut uit Dowaai op 10-11 mei 1860.